# Нам остаётся только плакать
«Нам остаётся только плакать» (итал. Non ci resta che piangere) — историческая комедия 1984 Массимо Троизи и Роберто Бениньи, в которой они сыграли роли сторожа начальной школы и учителя соответственно. Герои переносятся из современного мира в 15 век и становятся современниками Христофора Колумба и Леонардо да Винчи. В 2002 году было выпущено DVD-издание с альтернативной концовкой.

## Сюжет
Тоскана, лето 1984 года. Два друга — дворник Марио (Массимо Троизи) и учитель Ксавье (Роберто Бениньи) на переезде ожидают поезда. Не дождавшись поезда, друзья решают поехать домой на машине и решают переночевать в сельской гостинице. Все это время Ксавье озабочен судьбой своей сестры, которая рассталась с американским бойфрендом.
На следующее утро друзья обнаруживают, что оказались в прошлом, в 1492 году, около деревни Фриттоле. Несколько адаптировавшись к ситуации, Ксавье решает поехать в Испанию, чтобы помешать Колумбу открыть Америку и в будущем сестра Ксавье не смогла встретиться с американцем, который разбил ей сердце. По пути они встречают  амазонку Астриаху, а также Леонардо да Винчи (Паоло Боначелли), которому предлагают идеи и изобретения, в то время ещё неизвестные (железная дорога, термометр, капитализм, Эдипов комплекс, светофор, океанические течения, проявления бессознательного по Фрейду, и даже карты[какие?]).
Астриаха сообщает им, что цель её состояла в том, чтобы предотвратить приход любого иностранца в Испанию и обеспечить выход кораблей Колумба. Они бросаются к океану, подбегают к дороге и с удивлением видят дым от паровоза. Они думают, что оказались в двадцатом веке, но машинистом паровоза оказывается Леонардо.

## Актерский состав
- Массимо Троизи — Марио
- Роберто Бениньи — Ксавье
- Аманда Сандрелли — Пиа
- Паоло Боначелли — Леонардо да Винчи
- Ирис Пейнадо — Астриа
- Карло Монни — Вителлоццо
- Лидия Вентурини — Паризина
- Никола Морелли — Уголоне